# Urad vlade RS za demografijo
Urad vlade Republike Slovenije za demografijo je bil urad Vlade Republike Slovenije, ki je svoje poslanstvo opredeljeval kot spodbujanje, koordiniranje in usmerjanje aktivnosti demografskega preporoda Slovenije. Urad je kot poslanstvo opredeljeval spodbujanje večje rodnosti, iskanje soglasja relevantnih družbenih deležnikov, krepitev slovenskega jezika, kulture in načina življenja, družbeno in kulturno integracijo tujcev, spodbujanje družinskega življenja, materinstva, očetovstva in ljubezni do življenja ter spodbujanje preživljanja starosti v domačem okolju in zagotavljanja možnosti institucionalne oskrbe starejših, ko domača oskrba ni več mogoča.
Sedež Urada je bil na Trgu Leona Štuklja 12 v Mariboru. Za začasnega direktorja Urada (v.d.) je bil imenovan Danilo Lončarič, namestnica direktorja pa je bila Jasmina Opec Voroš.  Po navedbah 14. aprila 2022 je imel Urad 7 zaposlenih; do konca leta je bilo predvidenih še 19 dodatnih zaposlitev. Vlada pod vodstvom Roberta Goloba je urad 14. julija 2022 ukinila. Zaprtje je bilo zaradi neugodnih demografskih kazalnikov v Sloveniji deležno ostrega kritičnega odziva dela javnosti.

## Pregled

### Poslanstvo
Urad za demografijo je bil ustanovljen »z namenom spodbujanja, koordiniranja in usmerjanja aktivnosti demografskega preporoda Slovenije«. Urad je namenjen strateškemu, celostnemu in vztrajnemu zagotavljanju večje rodnosti, ki bo zagotovila obnavljanje prebivalstva. Urad izpostavlja pomen vzpostavljanja družbenega soglasja na vseh ravneh družbe (vključno z družinami, državo, lokalnimi skupnostmi, šolskim sistemom, mediji, gospodarstvom ter zdravstvenim in pokojninskim sistemom) za soočanje z demografskimi izzivi. Urad prav tako izpostavlja pomen negovanja slovenskega jezika, kulture in načina življenja za preživetje naroda. Izpostavlja tudi spodbujanje družinskega življenja, lepote materinstva in očetovstva ter spodbujanja veselja do življenja, saj da »na področju rodnosti ni primerljive alternative družini, materinstvu in očetovstvu«. Urad kot cilj navaja tudi integracijo priseljencev na področjih jezika, kulture in načina življenja. Urad prav tako spodbuja preživljanje starosti v domačem okolju in omogočanje institucionalne oskrbe v primerih, ko domača oskrba ni več mogoča.

### Pooblastila
Naloge Urada je določal 2. člen odloka o ustanovitvi in nalogah Urada Vlade Republike Slovenije za demografijo: spremljanje in analiziranje demografskih trendov na državni in regionalni ravni; (v sodelovanju s pristojnimi ministrstvi) priprava strateških dokumentov in politik na področju demografije ter njihovo usklajevanje in nadziranje izvajanja; usklajevanje in priprava ukrepov državnih institucij na področju demografske politike ter spremljanje in usklajevanje njihovega izvajanja; priprava in izvajanje ključnih državnih projektov na področju demografske strategije; priprava in vodenje ter izvajanje lastnih projektov s področja demografske politike z uporabo sredstev državnega proračuna in skladov EU; (v sodelovanju s pristojnimi ministrstvi) usklajevanje bivanjske politike starejših s poudarkom na neinstitucionalnim bivanjem in medgeneracijskim sobivanjem; (v sodelovanju z lokalnimi skupnostmi) priprava in usklajevanje ter izvajanje ukrepov demografske politike v skladu z regionalnimi demografskimi izzivi; družbeno ozaveščanje o demografskih izzivih in medgeneracijskih razmerjih ter odgovornosti do aktivnega staranja; sodelovanje z upravnimi organi, raziskovalnimi in drugimi organizacijami ter nevladnimi organizacijami pri opravljanju nalog Urada; spremljanje demografske politike drugih držav in vzpostavljanje sodelovanja s sorodnimi institucijamih v drugih državah ter predlaganje posnemanja dobrih praks za izboljšanje demografske slike drugih držav.

## Zgodovina

### Ustanovitev
Urad za demografijo je vlada z odlokom ustanovila oktobra leta 2020, začetek veljanja odloka (in s tem delovanja Urada) pa nato večkrat odložila. Odlok je sprva določal, da bo Urad vodil minister brez resorja, a je vlada kasneje odlok spremenila in določila, da bo Urad vodil direktor, ki bo odgovoren vladi. Oktobra leta 2021 je vlada za vršilca dolžnosti direktorja Urada imenovala Danila Lončariča. Sedež Urada je bil odprt 12. aprila 2022; prostori Urada se nahajajo v stavbi nekdanje Probanke. Ob otvoritvi prostorov Urada je imel 7 zaposlenih, do konca leta pa je bilo na Uradu predvidenih še 19 dodatnih zaposlitev (po navedbah Večera) oz. 12 dodatnih zaposlitev (po navedbah 24ur). Proračun Urada je glede na navedbe za leto 2022 znašal 1,5 milijona €.
Ob odprtju je takratni premier Janez Janša dejal, da se z uradom rešuje demografski problem, ki je bil poprej v Sloveniji zanemarjen. Janša je v nagovoru ob slovesnostni otvoritveni prostorov navedel, da bo za reševanje demografskega izziva potrebno spremeniti materialne pogoje kot tudi miselnost. Izpostavil je, da je zaposlenost mater v Sloveniji najvišja v Evropi, kar pomeni, da so slovenske matere najbolj obremenjene. Izpostavil je tudi pomen regionalizacije.
13. aprila 2022 je vlada po izteku prvega polletnega mandata vnovično imenovala Lončariča za v.d. direktorja Urada z največ šestmesečnim mandatom.

### Ukinitev
14. julija 2022 je 15. vlada Republike Slovenije pod vodstvom Roberta Goloba urad za demografijo ukinila. Kot razlog je navedla prekrivanje delovnega področja z Ministrstvom za delo, družino, socialne zadeve in enake možnosti. Ministrstvo je prevzelo tudi zaposlene na uradu, materialna sredstva, dokumentacijo urada in neporabljeni del sredstev, ki so bila v letu 2022 zagotovljena v veljavnem finančnem načrtu urada.

## Kritike in kontroverze
Društvo Srebrna nit se je na ustanovitev Urada odzvala kritično, saj da Urad problematike starejših državljanov ne naslavlja zadostno; po mnenju društva gre pri uradu za »samo še en primer organa, v katerega vladajoče stranke koalicije, predvsem najmočnejša SDS, umeščajo svoje strankarske kadre«.

### Kadrovanje
Ob otvoritvi prostorov Urada je imel Urad skupno 7 zaposlenih. Med zaposlenimi so prevladovali kadri, ki veljajo za ljudi blizu vladajoče stranke SDS. Nadomestnica direktorja je bila tako nekdanja poslanka in podpredsednica stranke SLS ter članica ministrskih kabinetov Janševe vlade Jasmina Opec Voroš. Vodja sektorja za demografijo je bil vodja stranke Glas za otroke in družine in aktiven politični zagovornik vlade Aleš Primc. Na Uradu so bili zaposleni tudi Jon Petek (sin vidnega politika in člana SDS Mira Petka), Franci Donko (poslanski kandidat liste Združena desnica na državnozborskih volitvah 2018 in pisec Nova24TV) in Gašper Pečar (bivši član podmladka SDS in občinski svetnik iz vrst SDS). Na očitke o neprimernem kadrovanju so se v Uradu odzvali z izjavo, da so bile vse zaposlitve izvedene v skladu z Zakonom o javnih uslužbencih.
Aleš Primc je znan po svojih konservativnih stališčih glede družinske politike. Primc je marca 2022 v izjavi za javnost med drugim dejal, da bi morala Slovenija v namen povečevanja stopnje rodnosti preprečevati razvrednotenje materinstva in očetovstva s preprečevanjem izenačitve istospolnih razmerji s heteroseksualnimi zakonskimi zvezami, posvojitev otrok osebam LGBT ter vključevanja vsebin LGBT v šolske programe.
Franci Donko kot grožnjo družinski politiki prepoznava sodobno levico, ki da v okviru načel marksistične revolucije namerno uničuje družino (med drugim prek poskusov brisanja spola, izenačitve homoseksualnega razmerja z zakonsko zvezo moža in žene ter z omogočanjem posvojitev otrok istospolno usmerjenim osebam). Donko meni, da so »glavni krivec za nastanek demografske zime v Sloveniji« »[r]azne levičarsko-homoseksualne „nevladne“ organizacije in državne ustanove [...] [, ki] v spregi s homoseksualno ideologijo poneumljajo slovenski narod s pozivanjem k ubijanju nerojenih otrok in čaščenju nerodovitne homoseksualne ideologije« in da je tako »[v]prašanje preživetja našega naroda [...] zaradi izrojene levičarsko-homoseksualne politike dolgoročno pod vprašajem«. Donko je nasprotnik umetnega splava. Istospolne odnose prepoznava kot perverzna razmerja, homoseksualnost pa kot duševno bolezen ter se aktivno zavzema za vnovično opredelitev homoseksualnosti kot duševne motnje in psihiatrično zdravljenje homoseksualnosti.